# 벌거숭이큰귀박쥐속
벌거숭이큰귀박쥐속(Cheiromeles)은 큰귀박쥐과에 속하는 박쥐속의 하나이다. 호스필드(Thomas Horsfield)가 처음 기술했으며, 뒷발이 손을 닮았기 때문에 "손"(hand)을 의미하는 그리스어 "케이르"(cheir)가 포함된 학명을 붙였고,  서로 마주보게 할 수 있는 엄지손가락 유연한 발가락을 갖고 있다. 몸에 거의 털이 없으며, 쉴 때는 몸을 따라 피부 주머니 속으로 날개를 접어 넣는다. 몸무게가 최대 135g에 이르는 가장 큰 식충성 박쥐에 속한다.

## 하위 종
2종으로 이루어져 있다.
- 큰벌거숭이박쥐 또는 벌거숭이불독박쥐 (Cheiromeles torquatus)
- 작은벌거숭이박쥐 (Cheiromeles parvidens)